# Andreas Toba
Andreas Toba (Hannover, 7 de octubre de 1990) es un deportista alemán que compite en gimnasia artística.
Ganó dos medallas en el Campeonato Europeo de Gimnasia Artística, en los años 2021 y 2025, ambas en la prueba de barra fija.
Participó en cuatro Juegos Olímpicos de Verano, ocupando el séptimo lugar en Londres 2012, el séptimo en Río de Janeiro 2016, el octavo en Tokio 2020 y el undécimo en París 2024, en el concurso por equipos.

## Palmarés internacional
| Campeonato Europeo | Campeonato Europeo | Campeonato Europeo | Campeonato Europeo |
| Año                | Lugar              | Medalla            | Prueba             |
| ------------------ | ------------------ | ------------------ | ------------------ |
| 2021               | Basilea (Suiza)    | Medalla de plata   | Barra fija         |
| 2025               | Leipzig (Alemania) | Medalla de plata   | Barra fija         |